# Eurodicautom
Eurodicautom была пионерской терминологической базой данных Европейской комиссии, запущенной в 1975 году для поддержки переводчиков и сотрудников в управлении многоязычной терминологией. Возникнув на основе исследований в области вычислительной лингвистики в Свободном университете Брюсселя, она стала одной из первых крупномасштабных цифровых терминологических систем, изначально охватывавшей шесть языков и расширившейся до одиннадцати (плюс латынь для научных названий) по мере роста Европейского сообщества. К 1980 году она стала доступной онлайн внутри Комиссии, а позже был предоставлен публичный доступ, что повлияло на современные технологии перевода, такие как IATE.

## История и развитие

### Происхождение с DICAUTOM
Eurodicautom возникла из проекта DICAUTOM (Dictionnaire Automatique), автоматизированной системы поиска в словарях, разработанной в период с 1961 по 1963 год группой автоматической лингвистики в Свободном университете Брюсселя (ULB) по контракту Euratom № 018615 CETB. В этом совместном проекте участвовали исследователи, такие как J.A. Bachrach, J. Blois, P. Decresy, F. Defijn, L. Hirschberg и J. Mommens. DICAUTOM был предназначен для помощи переводчикам в автоматизации поиска в словарях с использованием системы морфологического анализа, разработанной Jacques Blois, и лексических согласований из физики высоких энергий от L. Hirschberg, реализованных на ранних компьютерах, таких как IBM 7090 и IBM 1620. Проект вдохновлялся исследованиями в области машинного перевода в Джорджтаунском университете.
К июню 1963 года DICAUTOM был завершен, включая систему морфологического анализа, разработанную Blois, которая уменьшала неоднозначность, предоставляя точные однословные переводы и устраняя необходимость трудоемких контекстных поисков. Эта работа была отмечена в отчете Национального научного фонда 1962 года, который подчеркнул её вклад в автоматический перевод и обработку лингвистических данных. Ключевая часть этой системы была подробно описана в работе Blois 1962 года Morphologie du français pour la traduction automatique, опубликованной под эгидой Euratom, которая позволила автоматический синтез французского языка и была протестирована на IBM 1620.

### Третья версия DICAUTOM и её влияние
Значительная эволюция DICAUTOM произошла с третьей версией, представленной на COLING 1967 в Гренобле. Эта версия включала улучшения в контекстном анализе и была оптимизирована для немецкого языка, что стало важной вехой в управлении многоязычной терминологией. В отличие от первоначальной версии, работавшей на IBM 1620 и IBM 7090, эта итерация тестировалась на **IBM System/360 Model 40**, что позволило ускорить поиск в словарях и повысить эффективность морфологического анализа.
Эта третья версия была разработана в ответ на растущие потребности переводчиков в рамках Европейского сообщества, с акцентом на автоматическое извлечение многоязычной терминологии при минимизации неоднозначности. Инновации, внедренные в DICAUTOM III, напрямую повлияли на разработку Eurodicautom, который был запущен в 1975 году как полноценная оперативная терминологическая база данных.
Успех DICAUTOM был отмечен в отчете ALPAC 1966 года, который оценивал состояние исследований в области машинного перевода и признал DICAUTOM ценным инструментом для переводчиков, в отличие от полностью автоматизированных систем перевода, которые в то время сталкивались с серьезными проблемами. Система также упоминалась в статье Виктора Х. Ингве 1964 года в журнале Science, подчеркивая её роль в эволюции автоматической обработки информации в Европе.
Переход от DICAUTOM к Eurodicautom был облегчен его способностью масштабироваться, обрабатывая всё большее число языков и терминологических областей. В то время как DICAUTOM сосредотачивался на технической терминологии для научного перевода, Eurodicautom расширился, охватывая юридическую, экономическую и административную терминологию, став краеугольным камнем многоязычной коммуникации в Европейской комиссии.
Eurodicautom, официально запущенный в 1975 году, унаследовал многие ключевые инновации DICAUTOM, в частности его систему морфологического анализа, и постепенно улучшался для поддержки растущего числа официальных европейских языков.

### Расширение и внедрение
Введенный в 1975 году для удовлетворения растущей потребности в согласованной терминологии в рамках Европейского экономического сообщества (ЕЭС), Eurodicautom перешел от бумажной системы к цифровой базе данных. К 1980 году он стал доступен онлайн внутри Комиссии, став пионером в области компьютерного перевода (CAT). По мере расширения ЕЭС он вырос с шести до одиннадцати языков — включая датский, голландский, английский, французский, немецкий, греческий, итальянский, португальский, испанский, финский и шведский — с добавлением латыни для научной номенклатуры в таких областях, как ботаника и зоология.
В конце 1990-х годов были добавлены публичные пользовательские интерфейсы, что сделало Eurodicautom свободно доступным и ценным ресурсом для переводчиков, ученых и профессионалов по всему миру. Он предлагал многоязычное покрытие, терминологию, специфичную для доменов (право, экономика, сельское хозяйство, наука, технологии), контекстную информацию (определения, примечания по использованию) и мощную функцию поиска, регулярно обновляемую экспертами Комиссии.

## Влияние и наследие
Eurodicautom оказал значительное влияние на стандартизацию терминологии в европейских институтах, упрощая юридические, технические и научные переводы в странах-членах. Студенты из учреждений, таких как Университет Ренна UFR2 (отделение LEA), внесли вклад в его развитие, улучшая записи и одновременно приобретая практический опыт в переводе и управлении терминологией. Вклад Jacques Blois и проекта DICAUTOM получил международное признание, в частности в статье Виктора Х. Ингве 1964 года в журнале Science, которая упомянула его морфологический анализ как часть достижений в автоматической обработке информации в Западной Европе.
В 2007 году Eurodicautom был интегрирован в IATE, который расширился до всех 24 официальных языков ЕС с улучшенными функциями. Хотя он больше не используется, методологии Eurodicautom — основанные на инновациях DICAUTOM — продолжают формировать современные системы перевода и терминологии. Появившись в период бума исследований машинного перевода в 1950-х и 1960-х годах, он продемонстрировал потенциал вычислительных инструментов для поддержки многоязычной коммуникации, оставив долговременное наследие в приверженности ЕС языковому разнообразию.

## Внешние ссылки
- IATE - Европейская терминологическая база данных